# Piszczak
Piszczak (niem. Jockelwasser) – potok, lewy dopływ Jedlicy o długości około 3,5 km.
Potok płynie we wschodnich Karkonoszach. Jego źródła znajdują się w północno-wschodniej części Kowarskiego Grzbietu, pomiędzy Czołem na południu a Wołową Górą na północy. Płynie na północny wschód głęboką, zalesioną doliną, przyjmuje lewy dopływ Pluszcz, następnie płynie przez Uroczysko, po czym w górnej części Kowar wpada do Jedlicy.

## Szlaki turystyczne
W dolnym biegu potoku, wzdłuż potoku od ujścia do górnego krańca Uroczyska biegnie  niebieski szlak turystyczny z Kowar na Przełęcz Kowarską. W środkowym biegu, powyżej Uroczyska wzdłuż potoku biegnie  żółty szlak turystyczny z Uroczyska na Przełęcz Okraj.